# Représentations diplomatiques en Équateur

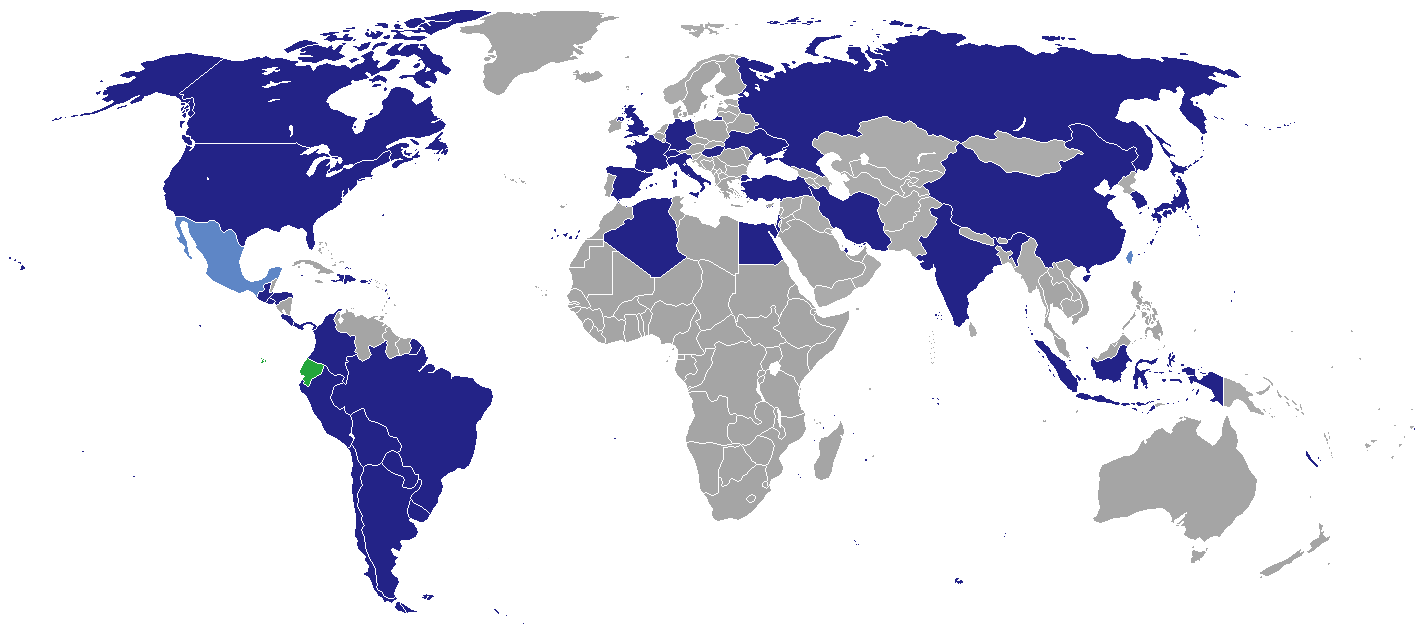
Carte des représentations diplomatiques en Équateur

Voici une liste des représentations diplomatiques en Équateur. À l'heure actuelle, la capitale, Quito, accueille 38 ambassades tandis que plusieurs autres pays ont des ambassadeurs accrédités dans d'autres capitales régionales. Plusieurs pays ont également des consulats ou consulats généraux dans d'autres villes équatoriennes. 

## Ambassade

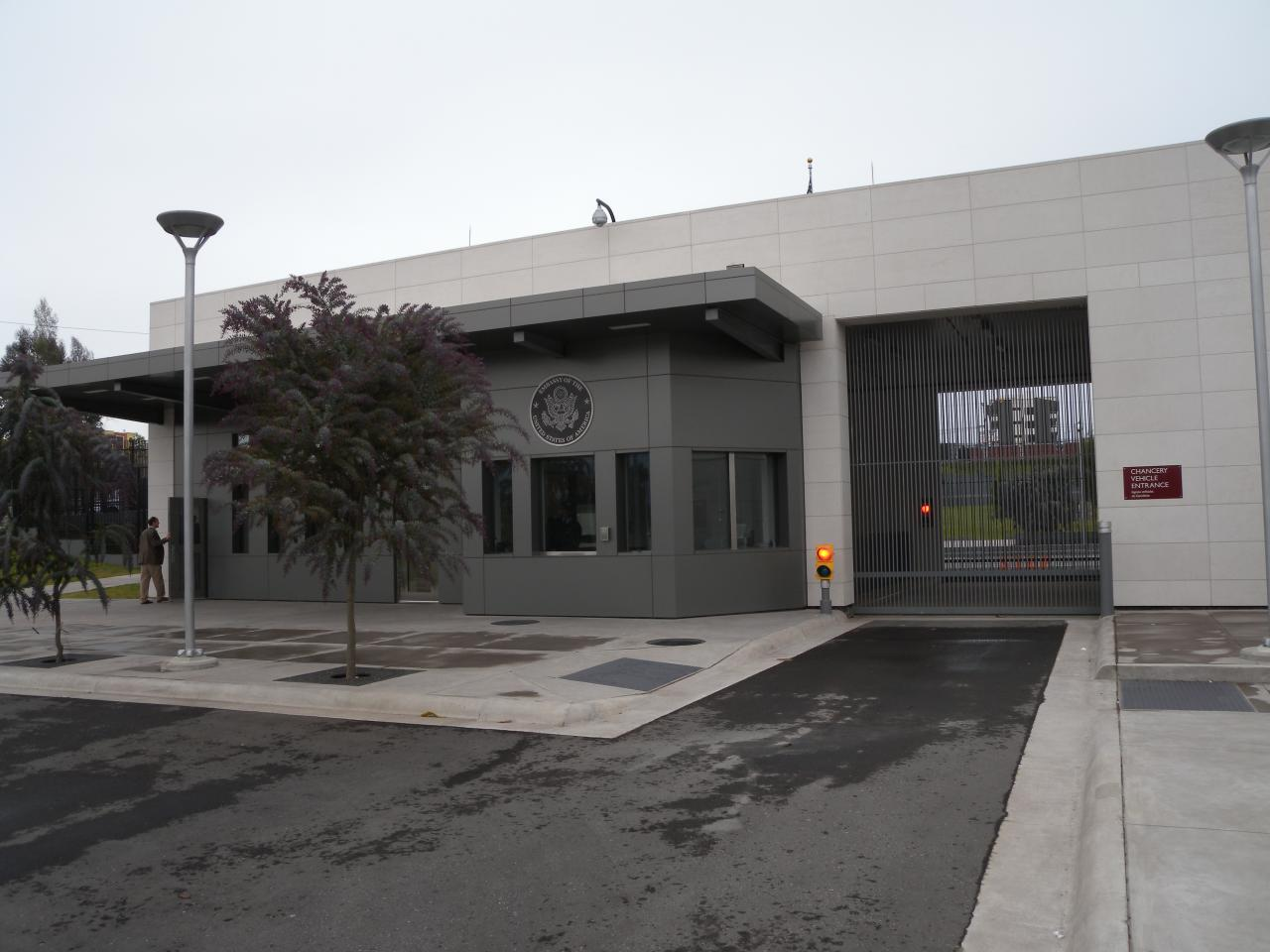
Ambassade des États-Unis à Quito

| - Allemagne - Argentine - Bolivie - Brésil - Canada - Chili - Chine - Colombie - Corée du Sud - Costa Rica - Cuba - Égypte - Espagne - États-Unis - France - Guatemala - Haiti - Honduras - Hongrie | - Indonésie - Iran - Israël - Italie - Japon Ordre de Malte - Palestine - Panama - Paraguay - Pérou - Qatar - République dominicaine - Russie - Salvador - Suisse - Turquie - Royaume-Uni - Uruguay - Vatican |

## Missions
- Mexique (section d'intérêt)
- Taïwan (Bureau commercial de Taipei)
- Union européenne

## Consulats généraux et consulats

### Cuenca
- Pérou (consulat général)

### Esmeraldas
- Colombie (consulat)

### Guayaquil
- Argentine (consulat)
- Chili (consulat général)
- Chine (consulat général)
- Colombie (consulat général)
- Espagne (consulat général)
- États-Unis (consulat général)
- Panama (consulat général)
- Pérou (consulat général)

### Loja
- Pérou (consulat général)

### Machala
- Pérou (consulat général)

### Nueva Loja
- Colombie (consulat)

### Santo Domingo
- Colombie (consulat)

### Tulcán
- Colombie (consulat)

## Ambassades non résidentes
| Bogota - Autriche - Inde - Liban - Maroc - Norvège - Nouvelle-Zélande - Portugal - Suède | Caracas - Grenade - Guyana - Irak - Jamaïque - Nigeria - République arabe sahraouie démocratique - Suriname - Trinité-et-Tobago | Lima - Afrique du Sud - Belgique - Émirats arabes unis - Finlande - Grèce - Pays-Bas - Pologne - République tchèque - Roumanie - Thaïlande - Ukraine | Santiago - Australie - Croatie - Danemark - Malaisie - Philippines - Syrie - Viêt Nam | Brasilia - Angola - Arabie saoudite - Bahreïn - Bénin - Côte d'Ivoire - Guinée - Jordanie - Kenya - Koweït - Mali - Oman - Sénégal - Serbie - Singapour - Slovaquie - Soudan - Tanzanie - Togo - Tunisie - Zambie | Résident ailleurs - Albanie (Buenos Aires) - Chypre (Mexico) - Comores (New York) - Islande (Ottawa) - Kirghizistan (Washington) - Laos (La Havane) - Lituanie (Buenos Aires) - Maldives (New York) - Maurice (Washington) - Mongolie (La Havane) - Pakistan (Buenos Aires) - Seychelles (La Havane) - Sierra Leone (New York) - Tadjikistan (Washington) - Tonga (New York) - Turkménistan (Washington) - Yémen (La Havane) |